# Umeå stads kyrka
Umeå stads kyrka är en kyrkobyggnad i centrala Umeå, mitt emot Vänortsparken vid Ume älvs norra strand. Den är församlingskyrka i Umeå stadsförsamling i Luleå stift.
Kyrkan är en treskeppig hallkyrka i nygotisk stil med tornet placerat på sidan av långskeppet, vid den norra fasaden. Den är ritad av dåvarande stadsarkitekten Fredrik Olaus Lindström och byggd i tegel med stenfot. Kyrkan uppfördes mellan 1892 och 1894 och är den tredje i raden av kyrkor på samma plats. Tre restaureringar med om- och tillbyggnad av kyrkan har delvis ändrat kyrkans ursprungliga utseende. Kyrkan invigdes den 2 december 1894, vilket var första söndagen i advent det året.

## Historia

### 1600-talskyrkan
Den första kyrkan på den aktuella platsen började byggas 1646. Kyrkan placerades i utkanten av staden, vilket kan bero på att man ville ha en begravningsplats intill kyrkan. Kunglig Majestät beviljade 100 daler i bidrag till bygget och resten stod stadsborna för. Efter tre år var kyrkan så pass klar att den kunde tas i bruk. Kyrkan var till konstruktionen en enskeppig blockpelarkyrka, där långväggarnas stockar var intimrade i fyra parvis ställda blockpelare. Västra gaveln var försedd med torn och ingång och hela tomten omgavs av en bogårdsmur.
Den nybildade stadsförsamlingen, som då var en kapellförsamling till Umeå landsförsamling, delade kyrkoherde med landsförsamlingen och kyrkoherden predikade i stadskyrkan var tredje söndag, samt vid de stora högtiderna.                                                                               
Kyrkan fick två klockor åren 1656 och 1659, som placerades i en stapel på tomtens nordvästra hörn.
Under 1694 deltog kung Karl XI i en gudstjänst i kyrkan och borgarna passade på att framföra att de behövde en större kyrka, i och med att antalet invånare hade ökat. Kungen skänkte själv en större summa och staden fick rätt till att ta upp kollekt i stiftets alla kyrkor för kyrkans ombyggnad. För dessa pengar byggdes sedan kyrkan ut, till formen av en korskyrka.                                                                                                                                                                                      
De sista åren av det stora nordiska kriget härjade ryska styrkor vid den svenska Östersjökusten, i vad som kommit att kallas för rysshärjningarna. Hösten 1714 brände ryssarna ned Umeå till stora delar, men kyrkan klarade sig. I maj 1720 kom ryssarna igen och kyrkan brändes då ner efter att den plundrats och staden drabbades hårdare än vid förra besöket. Även kyrkogårdens kistor grävdes upp och plundrades på det som fanns av värde. I juni 1721 var det dags igen för ryssarna och de få hus som hade hunnit byggas upp brändes ned. Befolkningen i den omkringliggande landsbygden drabbades hårt av ryssarnas framfart. Dock klarade sig kyrkans klockstapel vid samtliga tre tillfällen.

### 1700-talskyrkan

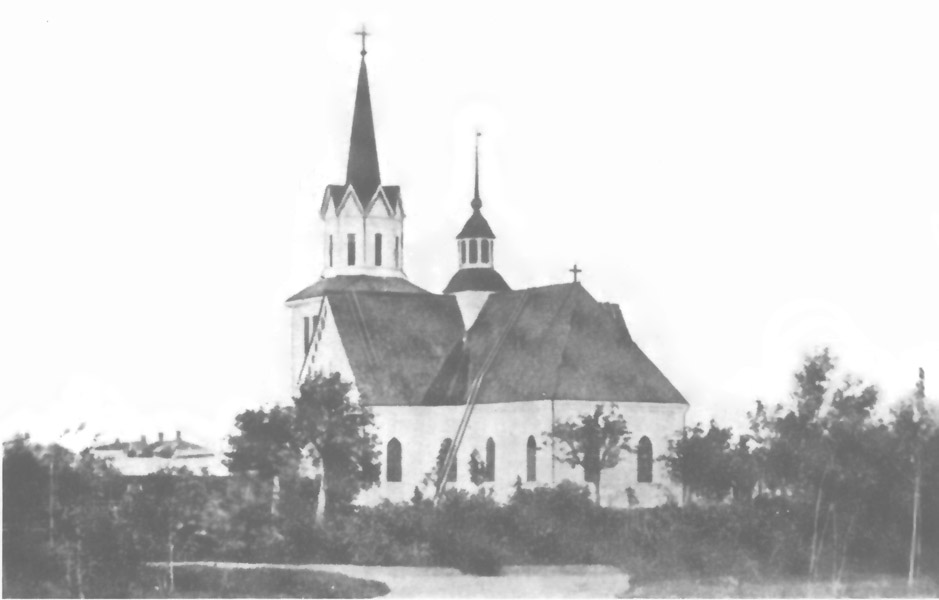
Gamla kyrkan under 1880-talet.

År 1720 beviljade Kunglig Majestät att det skulle tas upp kollekt i både Härnösands och Uppsala stift för en ny kyrka i Umeå stad, men dessa pengar räckte inte långt. En vädjan gick ut till länsborna som trots att de drabbats hårt av ryssarna bidrog generöst. En rikskollekt togs upp 1723 men det krävdes en ekonomisk uppoffring av borgarna i Umeå innan en ny kyrka kunde börja byggas, på samma plats som den gamla. Även denna kyrka var en timrad korskyrka, men den var något rymligare än den tidigare.
Kyrkan var något längre i öst–västlig riktning, men i övrigt hade korsarmarna samma mått som tidigare. Taken på korsarmarna hade likadana spetsiga, rakt avslutande, tjärade och spåntäckta sadeltak och över korsmitten satt en takryttare med en spira av järn. Ytterväggarna var täckta av rödmålade brädor. Innertaket var indelat i fem trävalv, vars bågar vilade på fyra fristående pelare. Insidan var vitmenad med några rosor i taket som dekoration och inredningen var brungrundad. Sakristian låg innan ombyggnaden 1781 i den östra korsarmen, bakom altaret.
En ny rikskollekt år 1731 och ytterligare donationer krävdes innan en predikstol, som beskrivs som ”belastad med bildhuggeri”, kunde installeras 1735. De inventarier som saknades i kyrkan skänktes av välbeställda privatpersoner. Bland andra landshövding Gabriel Gyllengrip skänkte altartavlan med förgylld snidad ram. Kyrkans lokalt byggda och problemfyllda orgel från 1740 byttes ut 1776 mot Backenkyrkans gamla orgel från 1535 som genomgick en grundlig renovering innan den installerades. År 1781 byggs en separat sakristia på norra sidan.
I en reseskildring från år 1800 beskrivs kyrkan som ”den aldra fulaste stadskyrka man kan göra sig begrepp om”. Och i jämförelse med Skellefteå landsförsamlings kyrka ”skulle denna ej en gång kunna anses för benhög”.
Mellan februari 1808 och september 1809 pågick det finska kriget. En rysk armékår gick över isen i kvarken mot Umeå och ockuperade staden i två omgångar. Under slaget vid Hörnefors (5 juli 1809) stupade överstelöjtnant Joakim Zakarias Duncker och den ryske kosacköversten Aerekof. Båda begravdes av den ryska hären under militära högtidligheter vid södra sidan om koret. År 1897 restes en minnessten intill kyrkan vid platsen för graven.
År 1843 beslutades det att hela kyrkan skulle restaureras från grunden. En segsliten tvist om hur denna kostnad skulle fördelas uppstod mellan Umeå socken, med den nye borgmästaren Johan Gustaf Rothoff å ena sidan och landshövding Gustaf Adolf Montgomery å den andra. År 1846 gav Kunglig Majestät slutligen Umeå socken rätt i tvisten.
År 1848 väcktes förslag om att istället för restaurering skulle kyrkan rivas och en ny kyrka byggas upp av sten, men det ansågs bli för dyrt. Kostnaden för en grundlig restaurering blev även det för mycket för kyrkostämman, så istället skulle kyrkan nödtorftigt repareras i avvaktan på möjligheten att bygga en helt ny kyrka i sten. I augusti 1851 togs frågan om ombyggnad upp igen och än en gång beslutades det att hela kyrkan skulle grundligt restaureras. De gamla förslagen togs fram och arbetet påbörjades efter en omarbetning i Överintendentsämbetet av arkitekt Carl-Gustaf Blom-Carlsson.
Kyrkan förlängdes i öster och fick nytt golv, nya bänkar, nytt tak, ny predikstol, ny altartavla och vitmålade ytterväggar. Klockstapeln revs 1852 och ersattes med ett kyrktorn över västra gaveln. Den 19 september 1852 beslutade kyrkostämman att snygga upp kyrkokvarteret och plantera buskar och träd. I kyrkostämmans protokoll står det att ämbets- och tjänstemän, handlare, hantverkare, näringsidkare, arbetskarlar, hemmavarande sjömän samt gårds- och fastighetsägare inom staden skulle ansvara för ett dagsverke var. År 1856 återinvigdes kyrkan och omdömet om kyrkans nya utseende var så pass positivt att det inte fördes någon ny diskussion om att ersätta den med en stenkyrka. Mellan 1886 och hösten 1887 skedde ytterligare en restaurering, både på utsidan och på insidan. I samband med restaureringen ansökte kyrkoherden om att få måla kyrkans yttre i samma vita färg som den tidigare haft. Kyrkoherden fick avslag, för enligt 1874 års byggnadsstadga fick byggnader inte målas med helt vit färg, då det ansågs kunna vara skadligt för ögonen. Istället blev det en gråvit färg med vita hörnpilastrar.
Julaftonen den 24 december 1887 brann kyrkan ner; det var ”Ett hemskt men grant skådespel”, enligt kyrkoherden. Branden var ett mycket hårt bakslag för stadsborna. Förutom att kyrkan var brandförsäkrad för endast 50 000 kr förlorades även klockorna från 1650-talet, vilka hade klarat sig ifrån branden i den tidigare kyrkan.

### 1800-talskyrkan

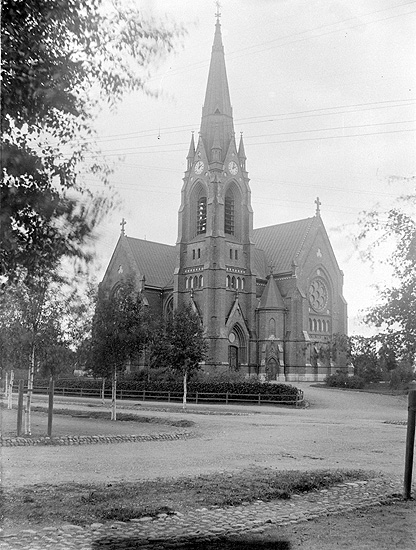
Kyrkan i september 1902

Församlingen var enig om att denna gång bygga en bestående kyrka i sten och järn, även om en sådan kyrka kostade mycket.
Den 8 januari 1888 tillsatte kyrkostämman en byggnadskommitté och den 22 januari samma år antog kyrkostämman följande byggnadsprogram: ”Kyrkan, som skall hafva form af korskyrka och inrymma sittplatser för 1 500 personer, skall byggas af tegel på en sockel af huggen granit och vara försedd med hvalv af tegel samt i sin vestra ända, der tornet väl lämpligast bör ligga, en orgelläktare med plats för en orgel om cirka 25 stämmor och framför orgeln plats för en sångkör.”
Onsdagen den 18 januari 1888 inlämnades vid Umeås stadsfullmäktiges sammanträde två gåvobrev, ett av Umeås borgmästare Johan Gustaf Rothoff på 50 000 kronor och ett av grosshandlaren Carl Oscar Scharin på 25 000 kronor, för att bilda fonder för allmännyttiga ändamål. I första hand skulle pengarna användas till kyrkans återuppbyggnad. Strax efteråt fick församlingen ytterligare 50 000 kronor av Carl Oscar Scharin.
Våren 1888 utlystes en arkitektpristävling för kyrkan, men den bojkottades av Sveriges 65 ledande arkitekter, då tävlingsbestämmelserna ansågs alltför svävande. Dock fick Kyrkobyggnadskommittén in 13 ritningar. Överintendentämbetet förmedlade då arkitekt Carl Möller från Stockholm som sakkunnig för bedömningen av de inlämnade förslagen. Alla förslag förkastades av Möller och istället fick Möller uppdraget att själv ge ett kostnadsförslag. Möller, som en kort tid innan färdigställt Sankt Johannes kyrka i Stockholm, tänkte först återanvända ritningarna för denna kyrka ”och ge de begge templen en viss likhet med varandra”, men det gick inte på grund de dåliga grundförhållandena. Hans kostnadsförslag på 250 000 kr var för kostsamt enligt kyrkostämman. Planerna förenklades och arkitekt Fredrik Olaus Lindström fick i juni 1889 uppdraget att rita nya skisser, vilka blev klara i juli 1890. Kostnaden var då beräknad till 227 000 kr. Kyrkobyggnadskommittén hade önskemål om en kopia av Bertel Thorvaldsens nyklassicistiska Den uppståndne Kristus på altaret, men det avvisades av Lindström då det enligt honom bröt stilen.
Den 25 juni 1888 brann Umeå stad som nästan helt förstördes. För församlingen blev det en tung börda att återuppbygga både kyrkan och övriga staden.
Den tredje augusti 1892 lades grundstenen i sydöstra hörnet av koret under stor högtidlighet. I ett kopparskrin placerades ett grundläggningsdokument samt föremål och tidningar från den tiden, innan det igenlöddes och murades in i en uthuggen fördjupning i grundstenen. Under denna ceremoni spelade regementsmusiken psalm 500, kyrkoherden läste Herrens bön, kontraktsprosten läste välsignelsen och psalm 3 sjöngs. Slutligen hurrade man för Hans Majestät Konungen och det hela avslutades med Folksången.
År 1893 ändrade Lindström ritningarna för tornet där vimpergerna i varje hörn ersattes med oktagona tureller.
På den första söndagen i advent 1894 invigdes den nya kyrkan, dock var orgeln ej klar förrän året därpå. Kostnaden för kyrkan, inventarier och terrassering utanför kyrkan inräknat, hade då stigit till 270 000 kronor.
År 1896 skedde en särskild insamling bland umeborna till ”den nya kyrkans värdiga prydande”. Bland annat innebar detta att de utvändigt putsade ytorna kring fönstren blev dekormålade med trebladsmotiv och friser i gotisk stil med brunröd kulör mot en grågrön botten.

### Första restaureringen
År 1929 tog kyrkorådet upp frågan om en restaurering av kyrkan. Endast mindre reparationer hade utförts på kyrkan tidigare, och ett läckande tak som skadat målningen i taket och andra brister krävde en större restaurering. Man ville även utplåna 1890-talskaraktären då kyrkan ansågs vara resultatet av ”den svåraste dekadensperiod arkitekturhistorien känner”. Slottsarkitekt Knut Nordenskjöld fick i uppdrag att besiktiga och ge förslag för restaureringen vilket han lämnade 1930. Hans förslag ledde till många diskussioner, speciellt frågan om att ta upp en mittgång bland bänkraderna. Den 27 december 1935 fattade till slut kyrkofullmäktige beslutet att genomföra slottsarkitektens förslag. Den 17 januari påbörjades arbetet med kyrkan. Orgelläktaren byggdes ut, korplanet förlängdes, värmekanalerna flyttades, dörrar sattes upp innanför ingångsporten, en del av golvet fick kalkstensplattor, orgeln byggdes ut och interiören ommålades i en mjuk vit ton. Kyrkan återinvigdes första advent 1937 under medverkan av bland annat dåvarande biskopen för Luleå stift, Olof Bergqvist.

### Brobygge
År 1971 beslöts det att en tredje bro, Kyrkbron, över Ume älv skulle placeras i förlängningen av Östra Kyrkogatan. Då man började gräva invid kyrkan för den nya bron hittades ett gravfält. Med stöd av fornminneslagen stoppades bygget sommaren 1972 till dess att området hade genomgått en arkeologisk utgrävning. De gamla gränserna för kyrkogården var okända och en gravkarta saknades. I utgrävningen hittades fyrtio kistgravar med omkring sextio skelett. I den sista graven hittades läsliga namnplåtar som visade att det var landshövding Pehr Adam Strombergs familjegrav. Ingen gravsten hittades. Troligtvis fanns det en gravsten som förstördes vid branden 1887 och att alla papper som beskrev familjegravens placering förstördes i branden. Efter att benen undersökts återlämnades de till kyrkan i plastsäckar. Kyrkovaktmästaren grävde ner plastsäckarna utan att markera platsen och en kort tid därefter avled han.

### Andra restaureringen

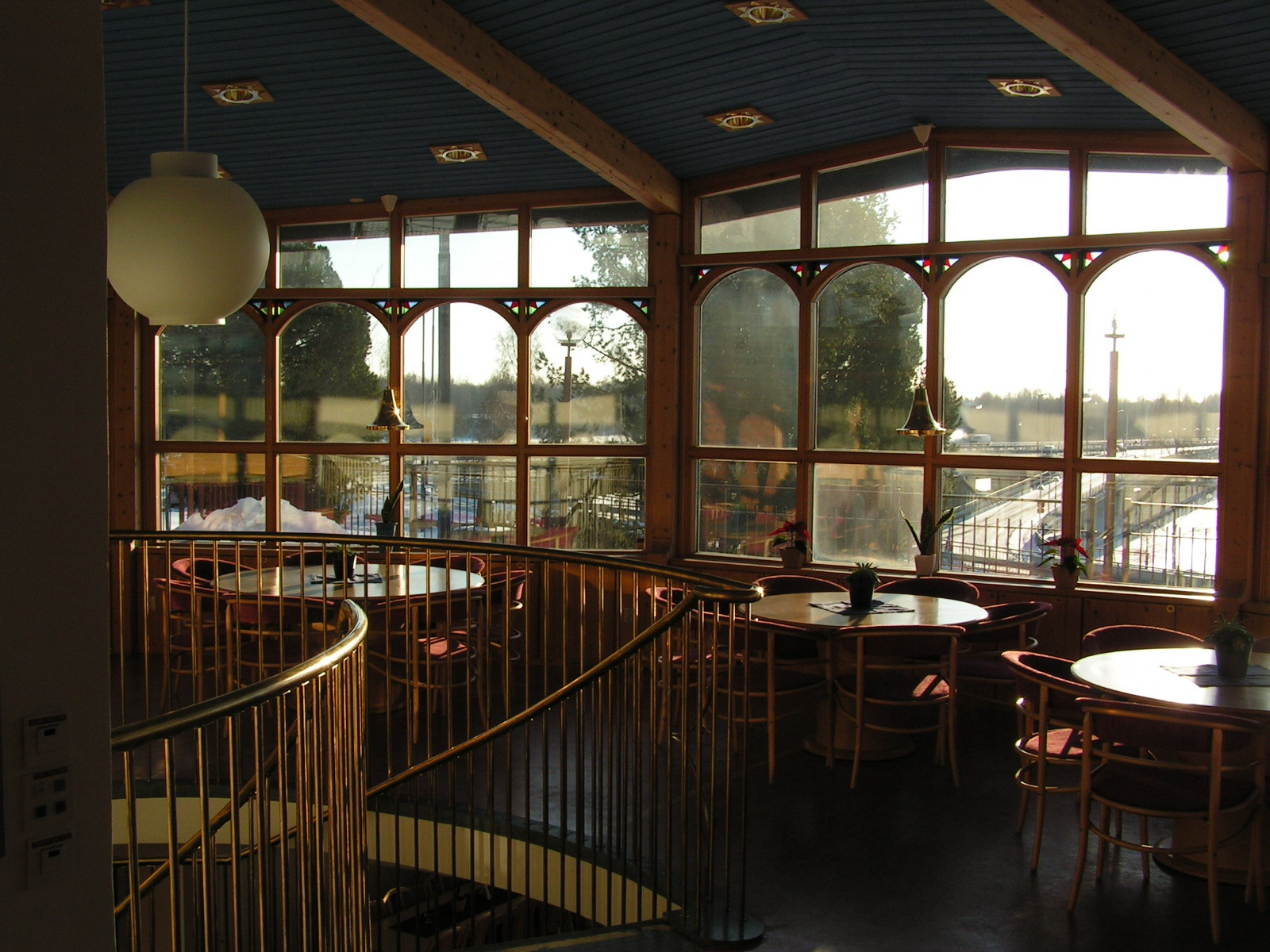
Utbyggnad.

Den 20 december 1979 beslutade kyrkofullmäktige att kyrkan skulle restaureras igen. Bland annat utgjorde de gamla elledningarna en fara och dessutom behövde kyrkan en tillbyggnad för församlingens verksamhet. Denna tillbyggnad blev föremål för debatt i och med att Umeå kommun beslutat att kyrkans exteriör inte skulle få ändras, och därmed fördröjdes restaureringen. Tvisten löstes med att Riksantikvarieämbetet godkände tillbyggnaden med förbehåll att Västerbottens museum skulle ansvara för de arkeologiska utgrävningarna, då den aktuella marken tidigare varit begravningsplats.
Utgrävningen visade sig inte behöva gå så pass djupt ned att gravfriden stördes, men under pågående grävning upptäckte kyrkovaktmästaren de försvunna plastsäckarna med Strombergs och hans familjs kvarlevor. Dessa grävdes då ner på en väl dokumenterad plats i slänten mot Ume älv och den 31 augusti 1996 restes ett minnesmärke där de ligger begravda.
Ursprungligen låg huvudentrén mot norr, men efter ombyggnationen används istället den västra ingången, som även handikappanpassades. Högaltaret flyttades fram och därmed skapades en lillkyrka bakom altaret. Ansvarig för tillbyggnad och restaurering var arkitekt Rolf Bergh. Konstnären Pär Andersson stod för färgsättningen. Första advent 1984 återinvigdes kyrkan under medverkan av bland andra dåvarande biskopen för Luleå stift, Olaus Brännström.

### Tredje restaureringen
Mellan september 2004 och januari 2006 byttes den kopparmålade galvaniserade takplåten till koppar. Endast tornet hade koppartak tidigare. I samband med ommålning av putsen runt fönstren restaurerades det dekormåleri i gotik som tillkom 1896. Även rötskador i tornet åtgärdades och det fasadtegel som fått frostskador byttes ut. Arbetet skedde i etapper så att riksantikvarieämbetet kunde följa arbetet.

## Kyrkobyggnaden

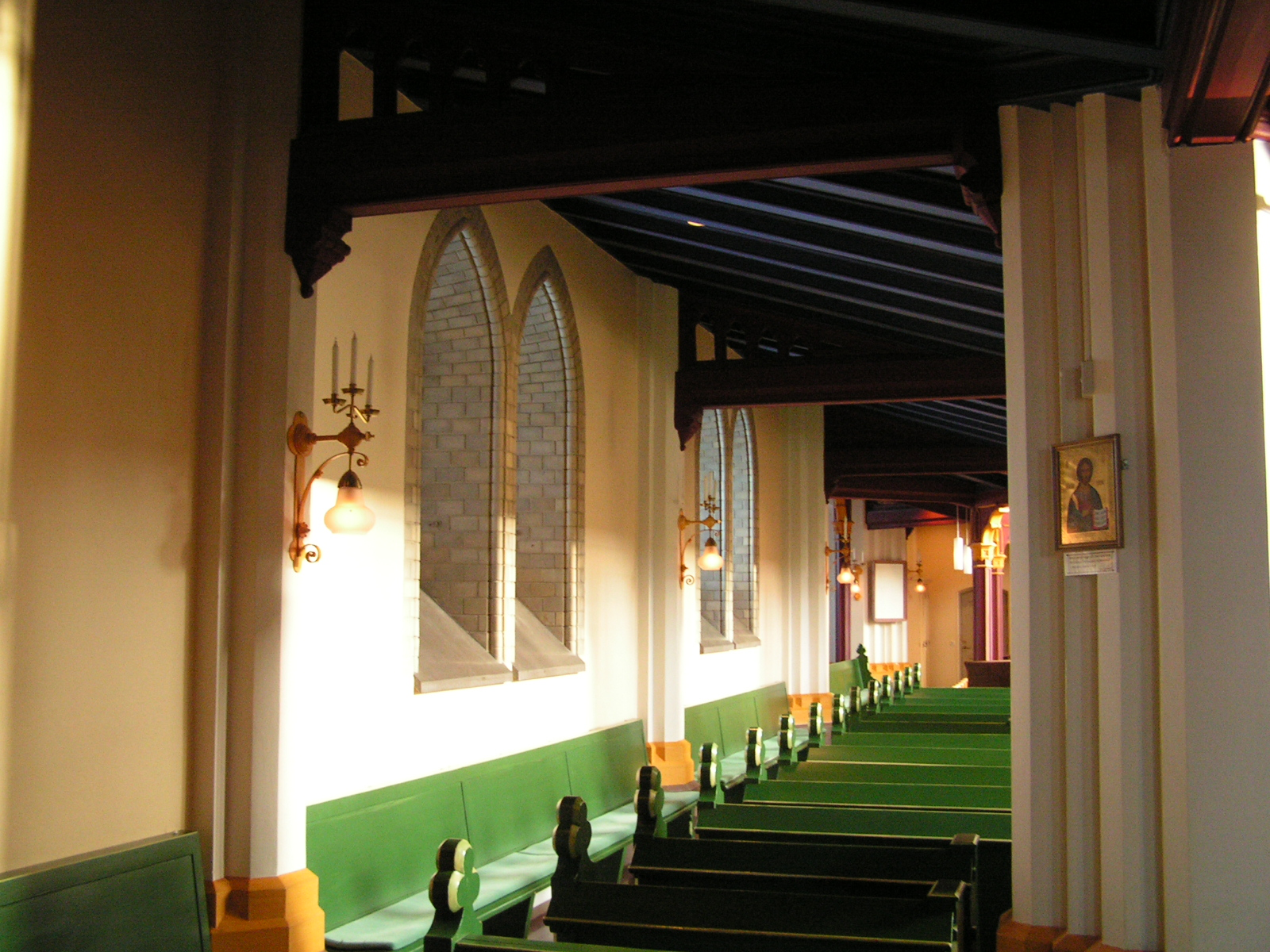
Väggparti.

Kyrkan är en treskeppig hallkyrka i nygotisk stil med enskeppiga korsarmar. Tornet är placerat på sidan av långskeppet, vid den norra fasaden, dels för att bättre klara markens bärighet, dels för att nordfasaden mot Storgatan är huvudfasad. Kyrkans utvändiga mått är 41 meter lång, 25 meter bred, 21 meter hög till ryggåsen och 50 meter till tornets spets. När kyrkan byggdes var stilen helt i enlighet med överintendent Helgo Zettervalls Anvisningar rörande kyrkobyggnader från 1887.
Vid planeringen av den nya kyrkan, väcktes det frågor om markens bärighet. Byggnadsplatsen var placerad på Umeå älvs norra brink och marken bestod av ett djupt lager av mycket fin slamsand. Ett förslag var att gräva bort tjugo fot (nästan sex meter) av sanden, lägga på ett lager grus och därefter betong, i en tjocklek anpassad för kyrkans tyngd. Ett annat förslag och det som slutligen antogs, var att först ta bort matjorden och sedan lägga två lager med 45 centimeter tjocka stenhällar av granit i skift. Förutom stenfoten är kyrkan byggd i tegel och murad i kryssförband. Bland annat gavelavtäckningar, krön och korsblommor var först tänkta att utföras i sandsten, men av kostnadsskäl blev det saltglaserat tegel med brun glasyr från Skromberga i stället. Listverk och fönster- och portomfattningar är av maskinpressat formtegel från Minnesberg. Både det maskinpressade formteglet och det saltglaserade teglet hade speciella gjutformar efter Lindströms ritningar. Redan efter ett år fick man problem med vatteninträngning och frostsprängning i det saltglaserade teglet, som fick bytas ut. Även det utsatta teglet i sydfasaden har motstått vädret dåligt.
Kyrkans valv och väggar är målade i en mjuk vit ton och korvalvets arkitektoniska form är förstärkt med målningarna inspirerade av renässanskonstnären Giotto di Bondone. I övrigt är färgerna, enligt konstnären Yngve Lundström, i "en tidlös skala, byggd på gamla svenska kyrkors brygd av färger". Mittersta korfönstret och rosettfönstret på västra gaveln är dekorerade i klara och livliga färger, övriga fönster är dekorerad med grisaillemålningar.
När kyrkan byggdes valdes mittgången bort, för att maximera antalet sittplatser. Enligt uppgift ska det ha funnits 1 042 bänkplatser vid invigningen och ytterligare ett hundratal platser kunde ordnas med hjälp av bänkar, stolar och taburetter.
Kyrkan är skyddad som kulturminne, då kulturmiljölagen skyddar alla Svenska kyrkans kyrkor som tillkommit före 1940.

## Lillkyrkan
Vid restaureringen i början av 1980-talet flyttades högaltaret fram och därmed skapades lillkyrkan bakom altaret med plats för 40 personer. Lillkyrkan nyttjas vid morgonmässor och vid andra mindre gudstjänster.

## Inventarier

### Altare
Då lillkyrkan skapades 1984, genom att högaltaret flyttats fram, fick det nya utrymmet ett eget altare i trä. Högaltaret, som är ritat av Fredrik Olaus Lindström, har en altaruppsats bestående av ett krucifix med Kristus, Jungfru Maria och Johannes med änglar på sidorna. 1984 restaurerades altaruppsatsen och den målades om med en ny förgyllning. 1989 fick det stora kyrkorummet ett till altare.

### Dopaltare med dopfunt

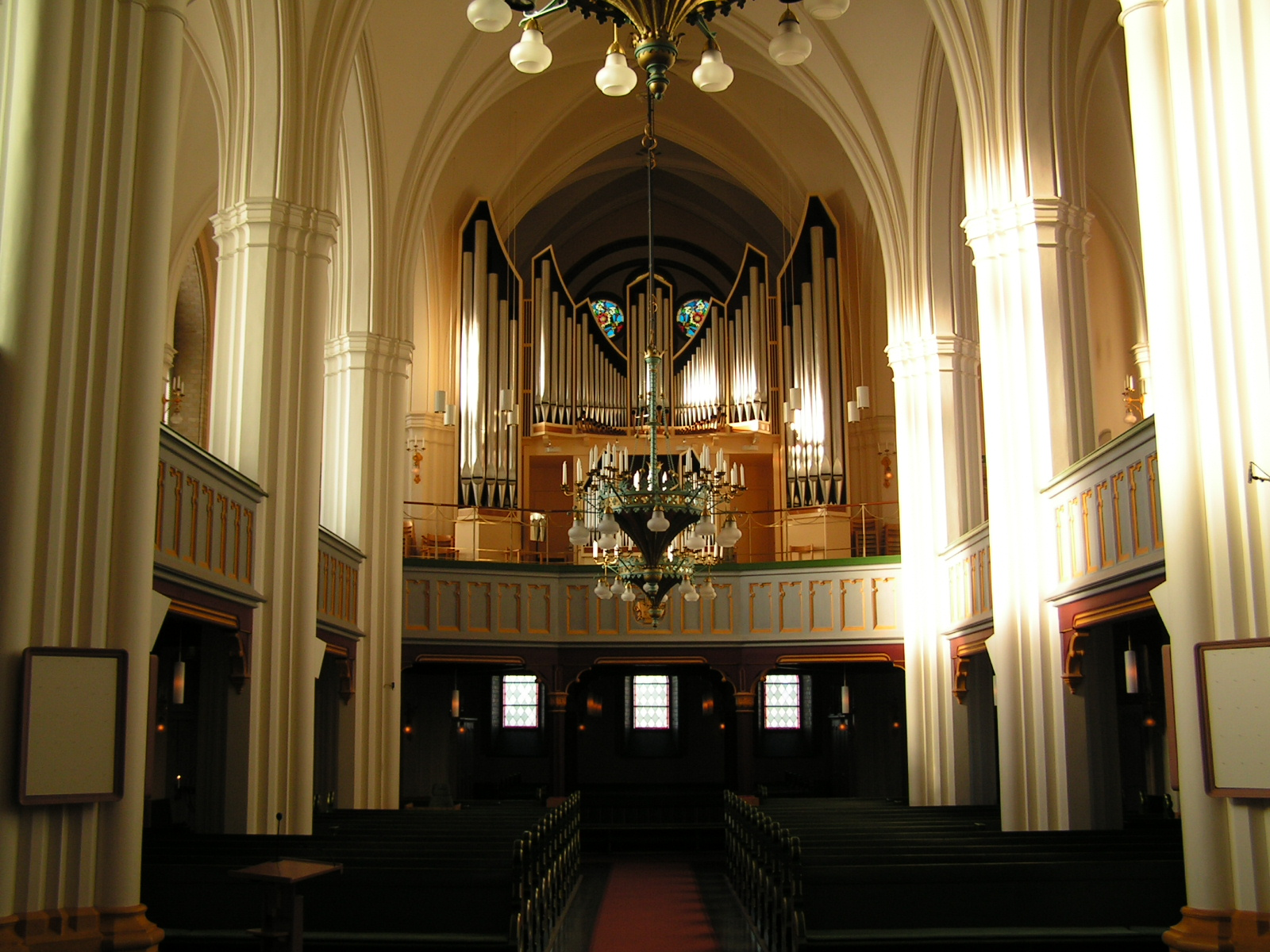
Läktarorgeln.

Dopfunten är av rödbrun polerad kalksten från Gusta i Jämtland, utförd enligt slottsarkitekt Knut Nordenskjölds ritningar. Dopfunten invigdes 1940 och har text hämtad från Matteusevangeliet 19:14. På en av pelarna i anknytning till dopfunten hänger en relief av ek, Tre konungars tillbedjan, snidad av David Wretling 1955. Baldakinen ovanför skulpturen är gjord av Gunilla Schildt-Stuart.

### Predikstol
Predikstolen med tak är ritad av Fredrik Olaus Lindström. En  ambo tillkom 1984, som en anspråkslösare form av predikstol.

### Orglarna
Den ursprungliga orgeln med 24 stämmor byggdes 1895 av Åkerman & Lund Orgelbyggeri i Knivsta. Vid restaureringen 1937 byggdes den om till 35 stämmor. De nuvarande orglarna, läktar- och kororgeln, byggdes 1962 av Grönlunds Orgelbyggeri i Gammelstad. Den stora orgeln på bakre läktaren är helmekanisk med 36 stämmor; rörstämman i dess huvudverks fasad är en så kallad spansk trumpet. Under 2010 och 2011 uppfördes en ny kororgel på den främre läktarens vänstra sida, med 18 stämmor i svensk-romantisk stil. Även denna byggdes av Grönlunds.

### Ljusbärare
En ljusbärare med sfärisk form, symboliserande jordklotet, ger besökare möjlighet att tända ett ljus. I mitten av sfären är ett Kristusmonogram.

### Tornur
Det ursprungliga tornuret sattes upp 1895 efter att kyrkan skänkts pengar till detta. Tornuret drogs upp varje vecka. 1975 ersattes detta med ett helautomatiskt tornur.

### Kyrkklockor
Kyrkan har kvar de tre ursprungliga kyrkklockorna från 1894 som väger 1 002, 513 respektive 295 kilogram. Klockringningsmaskineriet byttes ut 1937 och 1973 inköptes ett maskineri för mekaniskt öppnande av tornluckorna.

## Kyrkparken
Stadskyrkan ligger i Kyrkparken, som kom till under slutet av 1700-talet när träd planterades runt kyrkan och runt Kyrktorget, det som idag är Vänortsparken. På 1850-talet fick den nybildade trädgårdsföreningen till uppgift att sköta planteringarna runt kyrkan, kyrktorget och begravningsplatsen Västra Kyrkogården.
Kyrkparken är en smått kuperad, lummig park som sluttar ner mot älven i söder. Parken avgränsas i norr av Storgatan, i öster av Östra Kyrkogatan, i söder av Västra Strandgatan och i väster av Västra Kyrkogatan. I parken växer bland annat skogslönn, flikbladig al, rödbladig virginiahägg, poppel, pelarasp, hägg, skogsalm, lind, cembratall och ornäsbjörk.
I parken finns det två minnesstenar.

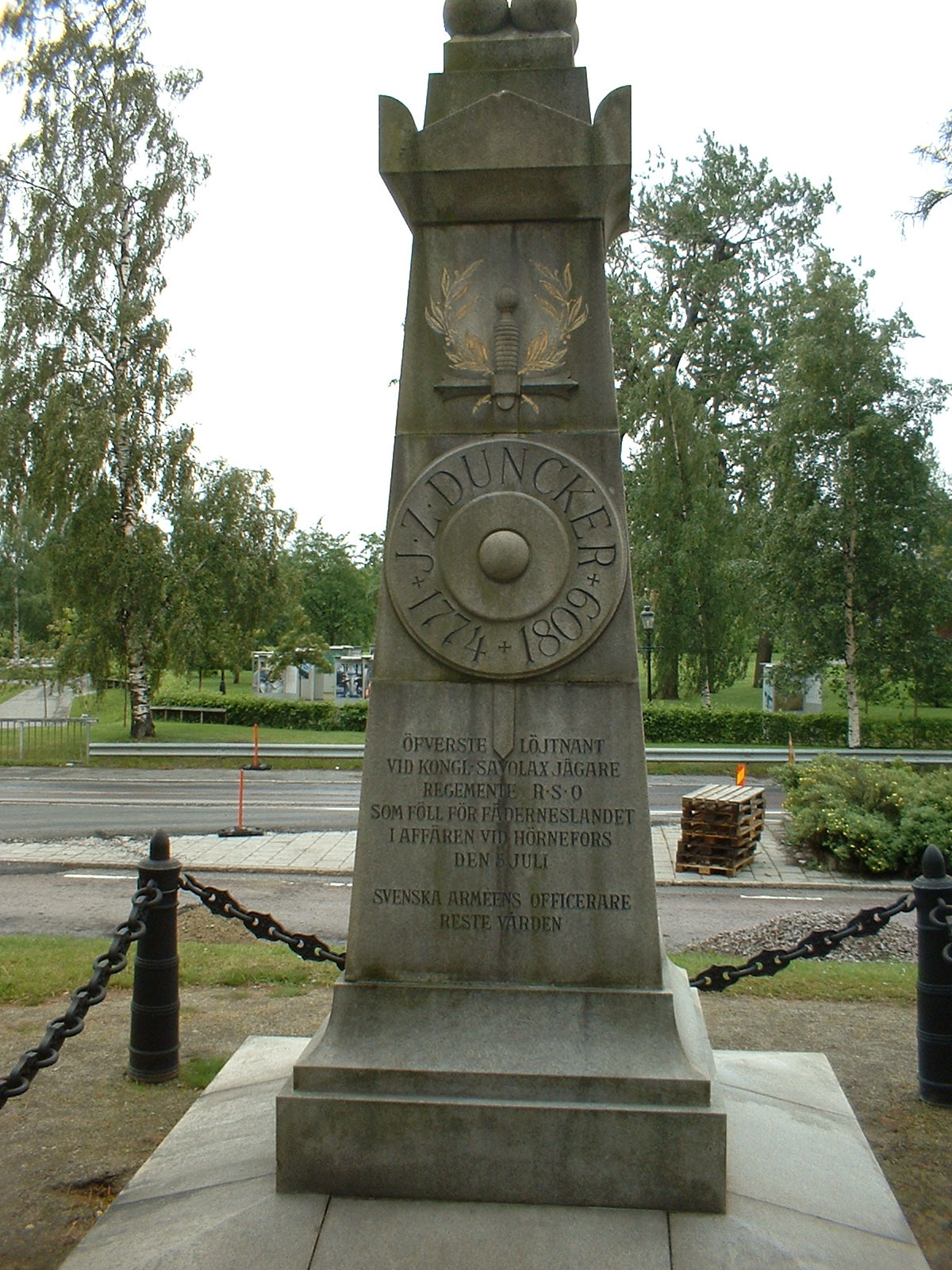
Minnessten över Joachim Zachris Duncker och Aërekoff, som stupade under Slaget vid Hörnefors 1809. Stenen restes 1895.